# Floyd Mayweather, Jr.
|  | Denne artikel eller sektion om sport er forældet eller ikke opdateret. Se artiklens diskussionsside eller historik. 2007 beskrives som noget nær nutid |

Floyd Mayweather Jr., alias "Pretty Boy" og "Money Mayweather" (født Floyd Joy Sinclair 24. februar 1977) er en professionel weltervægtsbokser, der har haft 50 kampe – alle vundet og 27 på knockout. 
Anses pt. som den bedste bokser på tværs af alle vægtklasser efter et godt år 2007 med sejre over legendariske Oscar de la Hoya (som engang besejrede danske Jimmi Bredahl) på point og den hårdtslående Ricky Hatton. Sidstnævnte blev besejret på TKO i 10. omgang, og det var vigtigt idet Mayweather på det seneste er blevet klandret for kun at bokse kedelige, "sikre" kampe.[kilde mangler] Med knockout-sejren beviste han at han stadig har både vilje og slagkraft.[kilde mangler]
Ligesom efter sejren over de la Hoya har Mayweather meldt ud at han trækker sig fra en sport som han har udtalt er begyndt at kede ham.